# Херид (Јужна Дакота)
Херид (енгл. Herreid) град је у америчкој савезној држави Јужна Дакота.

## Демографија
По попису из 2010. године број становника је 438, што је 44 (-9,1%) становника мање него 2000. године.
| Група             | 2000.       | 2010.       |
| Белци             | 480 (99,6%) | 421 (96,1%) |
| Афроамериканци    | 0 (0,0%)    | 1 (0,2%)    |
| Азијати           | 0 (0,0%)    | 1 (0,2%)    |
| Хиспаноамериканци | 0 (0,0%)    | 11 (2,5%)   |
| Укупно            | 482         | 438         |